# 정문헌
정문헌(鄭文憲, 1966년 5월 4일~)은 대한민국의 정치인으로, 현직 종로구청장이다. 본관은 연일이며, 서울특별시 종로구 출신이다. 제8회 전국동시지방선거에서 종로구청장에 출마해 당선되었다.

## 생애
- 1990년 3월~1990년 6월 국립 강원대학교 강사
- 2002년 3월~동국대학교 행정대학원 겸임교수
- 2003년 1월~2004년 2월 고려대학교 평화연구소 연구교수
- 2001년 6월~현재 재단법인 유암문화재단 이사장[1]

## 학력
- 경복국민학교 졸업
- 중앙중학교 졸업
- 경복고등학교 졸업
- 위스콘신 대학교 정치학 학사
- 시카고 대학교 대학원 정책학 석사
- 고려대학교 대학원 정치학 박사

## 경력
- 2003년 10월~2008년 5월 한나라당 강원도당 속초시·고성군·양양군 당원협의회 위원장
- 2004년 4월 한나라당 박근혜 대표최고위원 정책특보
- 2004년 4월 15일: 대한민국 제17대 국회의원 선거 당선(강원 속초시·고성군·양양군, 한나라당, 초선)
- 2004년 5월~2008년 5월 제17대 국회의원(강원 속초시·고성군·양양군, 한나라당, 초선)
- 2004년 6월~2005년 5월 한나라당 원내부대표
- 2004년 국회 통일외교통상위원회 위원
- 2004년 국회 남북관계발전특별위원회 위원
- 2009년 1월~2011년 1월 대통령실 외교안보수석실 통일비서관
- 2011년 6월~2012년 2월 한나라당 강원도당 속초시·고성군·양양군 당원협의회 위원장
- 2012년 2월~2016년 5월 새누리당 강원도당 속초시·고성군·양양군 당원협의회 위원장
- 2012년 새누리당 정책위원회 부의장
- 2012년 4월 11일: 대한민국 제19대 국회의원 선거 당선(강원 속초시·고성군·양양군, 새누리당, 재선)
- 2012년 5월~2016년 5월 제19대 국회의원(강원 속초시·고성군·양양군, 새누리당, 재선)
- 2012년 7월~2013년 3월 제19대 국회 외교통상통일위원회 간사
- 2013년 3월~2014년 5월 제19대 국회 정보위원회 위원
- 2013년 새누리당 북핵안보전략특별위원회 위원
- 2013년 4월~2014년 5월 제19대 국회 외교통일위원회 간사
- 2013년 6월~2014년 6월 새누리당 강원도당 위원장
- 2014년 5월~2014년 6월 제6회 전국동시지방선거 새누리당 강원도당 선거대책위원회 공동위원장
- 2014년 6월~2016년 5월 제19대 국회 후반기 기획재정위원회 위원
- 2015년 3월~2015년 9월 제19대 국회 정치개혁특별위원회 간사
- 2014년 8월 새누리당 통일위원회 위원장
- 2017년 3월~2018년 바른정당 강원도당 속초시·고성군·양양군 당원협의회 위원장
- 2017년 7월~2017년 10월 바른정당 사무총장
- 2018년~2019년 바른미래당 강원도당 공동위원장
- 2018년~2019년 바른미래당 강원도당 속초시·고성군·양양군 공동지역위원장
- 2018년 9월 바른미래당 손학규 당대표 특보단장
- 2019년 1월~2019년 12월 바른미래당 서울특별시당 종로구 지역위원회 위원장
- 2020년 1월~2020년 2월 새로운보수당 서울특별시당 종로구 지역위원회 위원장
- 2020년 2월~2020년 3월: 제21대 국회의원 선거 서울 종로구 미래통합당 국회의원 예비후보
- 2021년 8월~2022년 2월 국민의힘 서울특별시당 종로구 당원협의회 위원장
- 2021년 11월~2022년 2월: 2022년 3월 재보궐선거 서울 종로구 국민의힘 국회의원 예비후보
- 2022년 6월 1일: 제8회 전국동시지방선거 당선(민선 8기, 서울특별시 종로구청장, 국민의힘, 초선)
- 2022년 7월~ 제36대 서울특별시 종로구청장(민선 8기, 국민의힘, 초선)
- 2023년 7월~2024년 6월 서울특별시구청장협의회장 겸 대한민국시장·군수·구청장협의회 지역공동회장
- 2024년 7월~ 서울특별시구청장협의회 고문

## 병역
- 1991년 5월 6일~11월 5일(6개월간) 육군 일병(사유, 독자)[2]

## 논란
- 2012년 10월 8일 국회 외교통일통상위윈회 국정감사장에서 다음과 같이 주장해 큰 파문이 일었다.[3]

| “ | 노 전대통령과 김정일 위원장이 2007년 10월 3일 3시 백화원초대소에서 단독회담을 했고, 회담 녹취록은 통전부가 비밀 합의사항이라며 우리측 비선라인과 공유했다. 그 대화록은 폐기 지시에도 통일부와 국가정보원에 보관돼 있다. ..... 대화록에서 노 전 대통령은 김정일에게 ‘NLL 때문에 골치 아프다. 미국이 땅따먹기 하려고 제 멋 대로 그은 선이니까. 남측은 앞으로 NLL을 주장하지 않을 것이며 공동어로 활동을 하면 NLL 문제는 자연스럽게 사라질 것이다’라며 구두 약속을 해줬다. | ” |

그리고 정문헌 의원은“노 전 대통령이 정상회담에서 ‘앞으로 NLL 문제를 제기하지 않겠다’는 발언을 한 것은 사실이다. 사실이 아닐 경우 정치생명을 걸겠다”고 말했다. 그러나 검찰이 확보한 회의록 초본과 수정본에서 ‘NLL 포기’ 발언은 노 전 대통령이 아니라 김 위원장이 한 것으로 확인됐다. 이에 민주당은 정치생명을 걸기로 한 약속을 지키라며 정문헌 의원의 사퇴를 요구하였다.
이후 남북정상회담 회의록을 유출한 혐의로 기소되어 1심에서 벌금 1000만원에 처해졌으며 항소를 포기하여 형이 확정되었다.

## 역대 선거 결과
|  | 35.78% |

|  | 48.72% |

|  | 51.49% |

## 소속 정당
| 소속 정당 | 소속 정당    | 소속 기간 | 비고      |
| --------- | ------------ | --------- | --------- |
|           | 한나라당     | 2003~2009 | 정계 입문 |
|           | 무소속       | 2009~2011 | 탈당      |
|           | 한나라당     | 2011~2012 | 복당      |
|           | 새누리당     | 2012~2016 | 당명 변경 |
|           | 무소속       | 2016~2017 | 탈당      |
|           | 바른정당     | 2017~2018 | 창당      |
|           | 바른미래당   | 2018~2020 | 합당      |
|           | 무소속       | 2020      | 탈당      |
|           | 새로운보수당 | 2020      | 창당      |
|           | 미래통합당   | 2020      | 합당      |
|           | 국민의힘     | 2020~현재 | 당명 변경 |

## 같이 보기
- 속초시·고성군·양양군
- 속초시의 국회의원
- 고성군의 국회의원
- 양양군의 국회의원
- 종로구청장